# Musculus biceps brachii
Der Musculus biceps brachii (lat. für „zweiköpfiger Muskel des Armes“), auch kurz Bizeps oder „Armbeuger“ genannt, ist ein Skelettmuskel des Oberarms. Der Muskel ist der wohl bekannteste des menschlichen Körpers, da sein Bewegungsspiel gut durch die Haut sichtbar ist.

## Terminologie
Namensgebend für diesen Muskel sind seine beiden Muskelköpfe, Caput longum (langer Kopf) und Caput breve (kurzer Kopf), entspringen beim Menschen an verschiedenen Stellen des Schulterblattes.
Für die Benennung beider Muskelköpfe ist die Gesamtlänge von Muskelbauch und Sehne entscheidend, wobei der kurze Kopf einen längeren Muskelbauch, aber eine kürzere Sehne hat als der lange Kopf.
Spigel nannte ihn seiner spindelförmigen Gestalt halber einen „Pisciculus“, weshalb in der italienischsprachigen Literatur gelegentlich auch von „il pescetto“ gesprochen worden ist.

## Deskriptive Anatomie

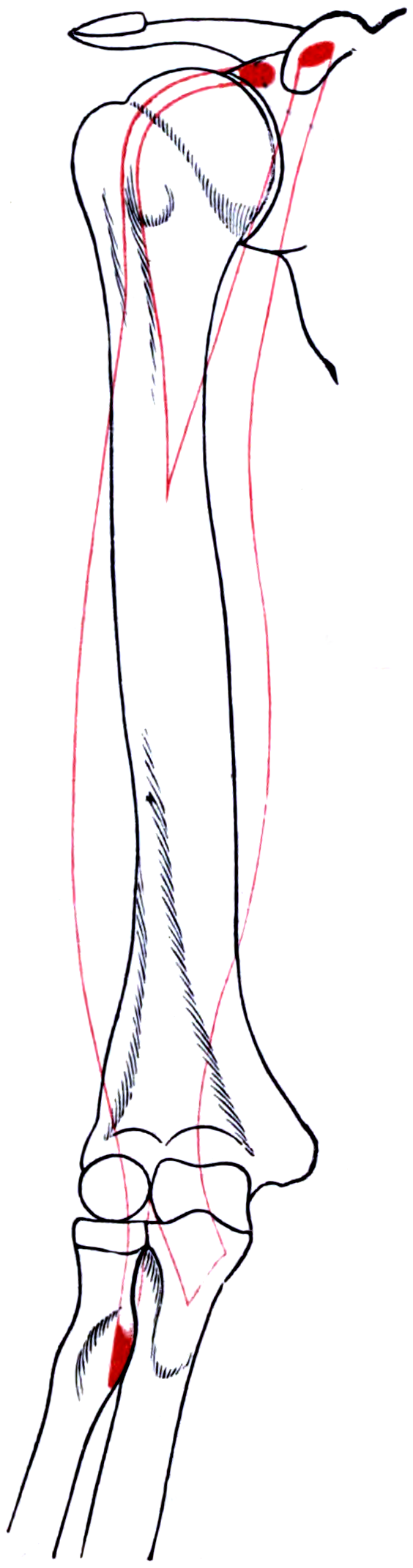
Ursprung- und Ansatzzonen des Biceps brachii.

Der Biceps brachii entspringt am Schulterblatt und endet am Ellenbogen; folglich verläuft er über den Oberarmknochen hinweg ohne, dass er an diesem inseriert (zweigelenkiger Muskel).
Der Biceps liegt mit der Hauptmasse seines Muskelbauches an der Vorderseite des Oberarms und bildet dort im kontrahierten Zustand einen kräftigen und deutlich vorspringenden rundlichen Wulst, welcher das Oberflächenrelief des Arms deutlich bestimmt.
Der Biceps besteht aus zwei Köpfen, die beide ihren Ursprung vom Schulterblatt nehmen. Weil der Musculus deltoideus in diesem Bereich jedoch über den beiden Köpfen liegt, ist die Teilung von außen nicht zu sehen. Die beiden Muskelköpfe vereinigen sich etwa dort, wo sie sichtbar werden, zu einem einzigen Muskelbauch.
Das Caput longum ist nur durch seine Ursprungssehne länger als das Caput breve und es hat kürzere Muskelfiedern als der kurze Kopf (Verhältnis circa 3:4).
Medial wie lateral des Biceps brachii sinkt die Haut zu Rinnen (Sulcus bicipitalis medialis und Sulcus bicipitalis lateralis) ein, wo die großen Nerven und Gefäße des Armes verlaufen.
Gelegentlich gibt es noch einen dritten Muskelkopf, welcher von Fasern des Brachialis oder vom Septum intermusculare mediale herrührt.

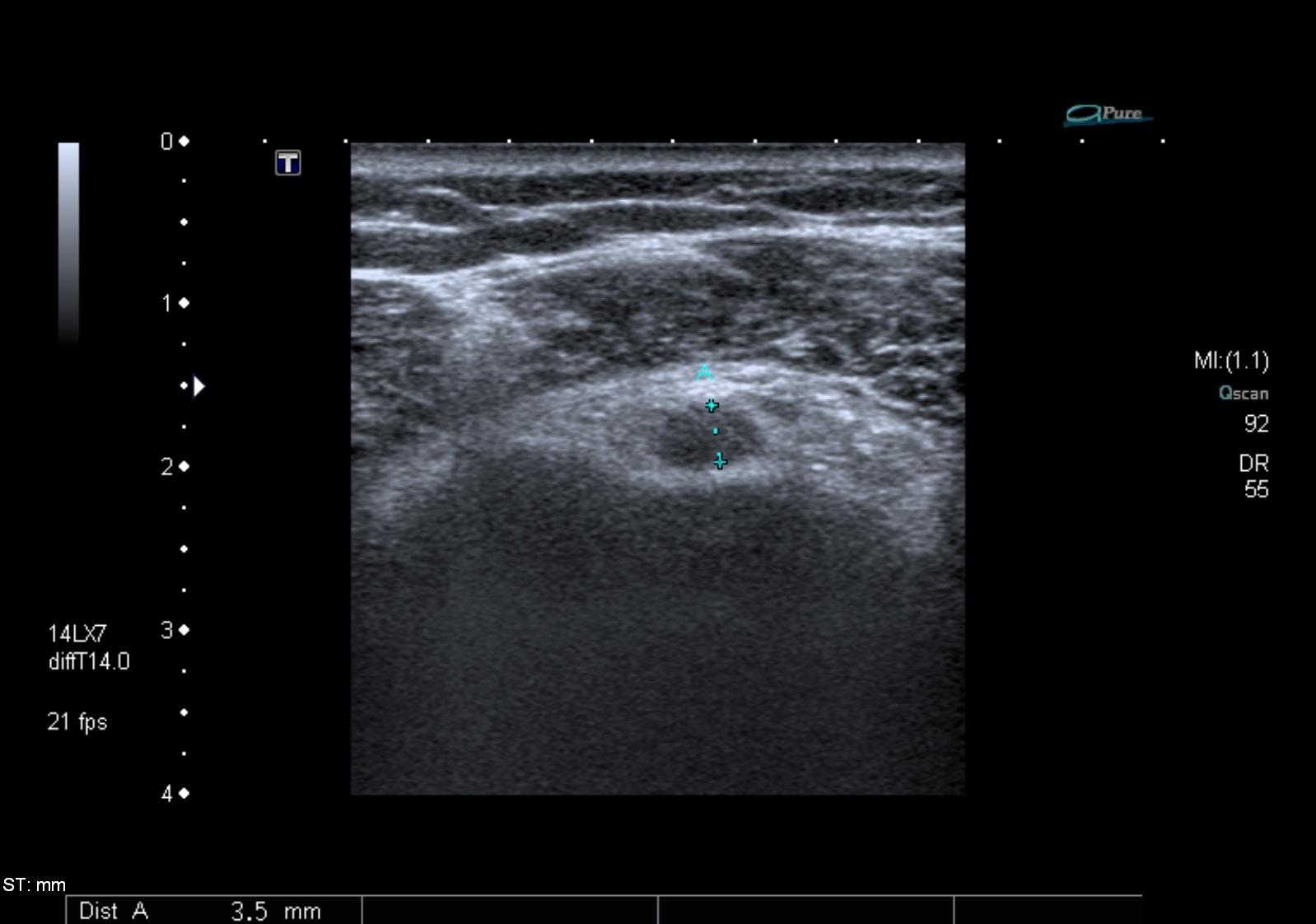
Intakte Bizepssehne (schwarz), welche im Bereich des Sulcus bicipitalis vom Ligamentum transversum humeri (A) überbrückt wird.

### Ursprung
Der lange Kopf, Caput longum, entspringt oberhalb der Cavitas glenoidalis von dem Tuberculum supraglenoidale sowie vom Labrum glenoidale. Er besitzt eine lange, dünne, gekrümmte Ursprungssehne, die zunächst frei durch das Schultergelenk, dann durch den Sulcus intertubercularis, umgeben von einer dünnen Aussackung der Gelenkkapsel, der Vagina synovialis intertubercularis, nach abwärts zieht, um in Höhe des Deltoideusansatzes in den Muskelbauch überzugehen. Die Ursprungssehne verbreitert sich konisch an der Stelle, wo sie den Sulcus intertubercularis verlässt; hierdurch wird vermieden, dass sich Muskelfasern hier abscheuern können.
Der kurze Kopf, Caput breve, entspringt gemeinsam mit dem Coracobrachialis und mit dem Pectoralis minor von der Spitze des Processus coracoideus.

### Ansatz

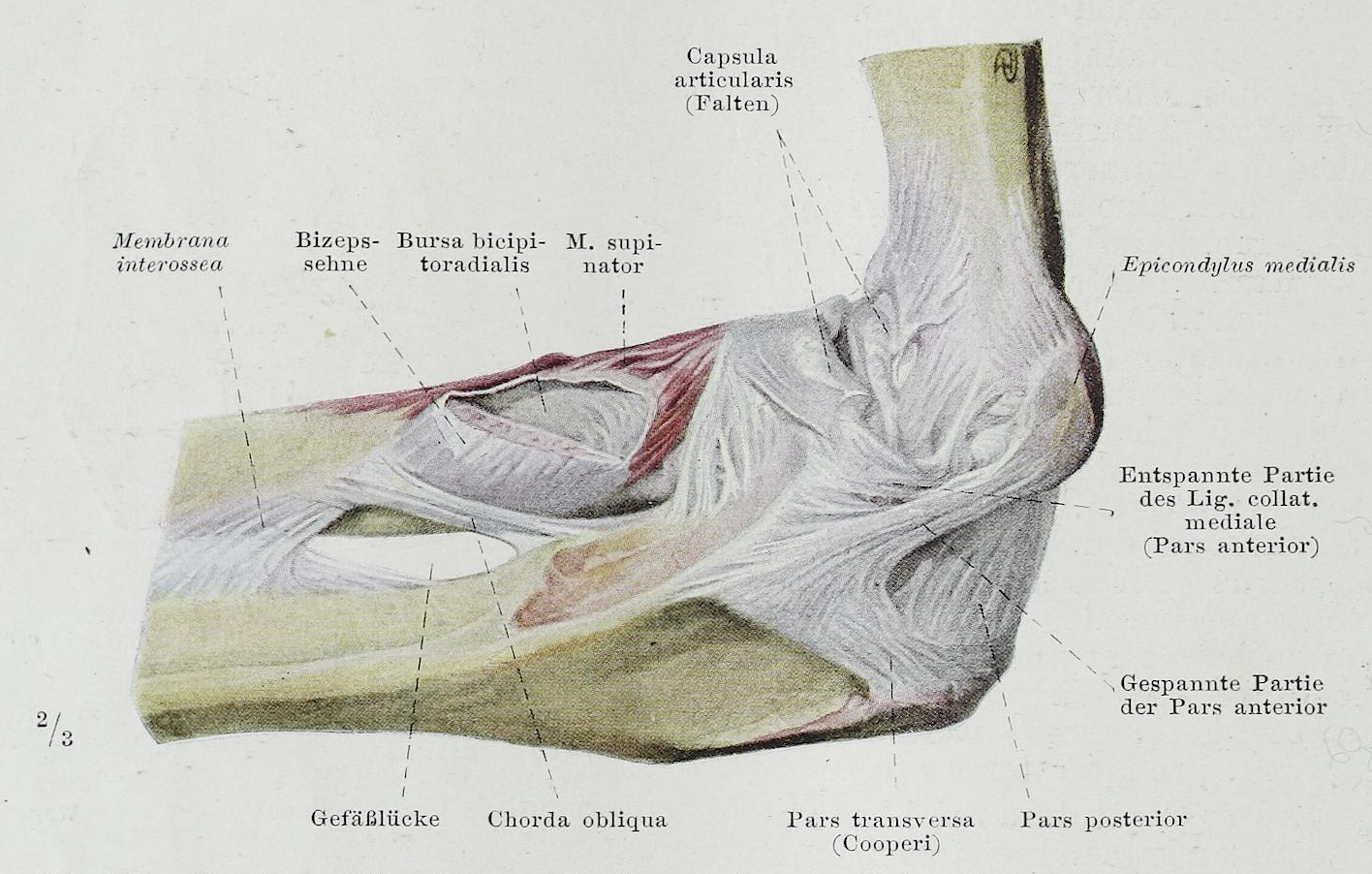
Ansatzsehne am Radius sowie Bursa bicipitoradialis.

Der Muskelbauch geht dicht oberhalb des Ellenbogengelenks in eine kräftige Endsehne über und setzt circa 4 cm unterhalb des Gelenkspaltes an einem kräftigen Muskelhöcker (Tuberositas radii) der Speiche (Radius) an. Hier findet man einen Schleimbeutel, die Bursa bicipitoradialis, welcher die Endsehne umgibt. Zwischen der Sehne und der Ulna ist noch ein weiterer, kleiner Schleimbeutel, die Bursa cubitalis interossea, eingeschaltet.
Zudem zweigt sich noch eine oberflächliche Sehne ab, die als Aponeurosis musculi bicipitis bzw. als Lacertus fibrosus (lat. sehniger Muskelursprung) bezeichnet wird und in die Unterarmfaszie (Fascia antebrachii) ausstrahlt. Man kann diesen am besten tasten, wenn man den Unterarm in etwa 60° Flexion- und Supinationsstellung führt und dann vom Sulcus bicipitalis medialis aus nach distal tastet.

## Funktionelle Anatomie
Der Bizeps ist ein zweigelenkiger Muskel, der über das Schulter- und das Ellenbogengelenk hinweg zieht und deshalb auch auf beide Gelenke wirken kann.
Im Schultergelenk abduziert der lange Kopf den Arm (hebt vom Brustkorb ab), während der kurze Kopf adduziert wirkt (führt zum Brustkorb). Beide Köpfe wirken an der Anteversion (Führen des Armes nach vorne) sowie an der Innenrotation mit. Die über den Humeruskopf verlaufende lange Bizepssehne kann eine Verschiebung des Humerus auf das Akromion hin hemmen; d. h. einem Impingement der Supraspinatus-Sehne entgegenwirken.
Am Ellenbogengelenk wirkt der Muskel flektierend und supinierend auf den Unterarm. Damit ist eine Drehung des Unterarmes aus einer pronierten Grundstellung heraus, so dass der Daumen von innen nach außen um die Hand bis in eine vertikale Stellung rotiert, gemeint. Wenn sich der Unterarm bereits in einer extrem supinierten Stellung befindet, kann der Bizeps den Unterarm auch bis zur vertikalen Stellung des Daumens pronieren. Dieser Effekt ist als „aktive Insuffizienz“ bekannt und lässt sich mit dem schwindenden Drehmoment des Bizeps bzgl. der Drehachse erklären.
Zudem zieht er den Radius gegen die Ulna und verhindert so, dass die Gelenkverbindung zwischen den beiden Knochen auseinanderklafft.
Er ist der Synergist des Musculus brachialis und beugt in der Regel etwas schwächer als dieser, allerdings der stärkste Supinator des Unterarms. Außerdem agiert er als Antagonist des Musculus triceps brachii.

Durch den Lacertus fibrosus kann der Biceps brachii in Supinationsstellung des Unterarms Kräfte auf die Ulna übertragen.

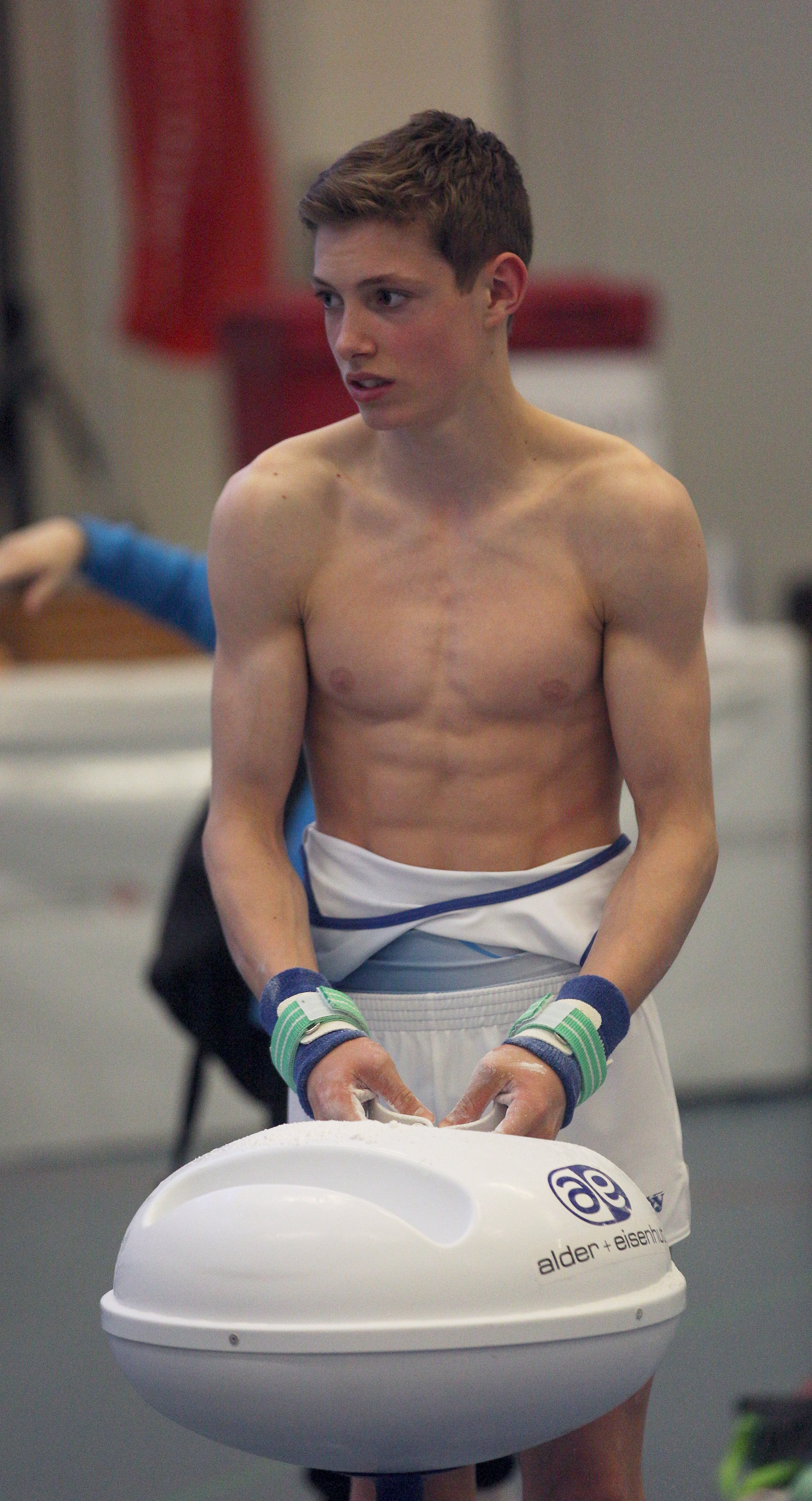
Deutlich sichtbarer Bizeps eines Turners beim Training.

An der Größe des Muskels wird gerne die Kraft eines Menschen beurteilt. So gehört es zum „Imponiergehabe eines Kraftprotzes [...], den Bizeps gewaltig anschwellen zu lassen“. Dabei ist zu beachten, dass er beim Anwinkeln des Armes jedoch nicht nur aufgrund seiner Dicke vorspringt, sondern auch, weil er von seiner Unterlage (dem Oberarmknochen) abgehoben wird, sobald der Ellenbogen gebeugt wird.

## Klinische Anatomie
Bei der Bizepssehnenruptur reißen Ansatz- oder Ursprungssehne des Bizeps infolge eines Traumas, bei älteren Menschen auch infolge von Verschleiß. Durch das starke Zusammenziehen des Muskels entsteht ein ausgeprägter „Popeye“-Muskelwulst.
Eine Luxation der langen Bizepssehne aus dem Sulcus intertubercularis heraus wird beim Menschen als Pulley-Läsion bezeichnet. Auch bei Haushunden kann gelegentlich eine Bizepssehnenluxation auftreten, die zu einer Stützbeinlahmheit führt. Eine Entzündung der Ursprungssehne und/oder deren Sehnenscheide (Bizepssehnentendinopathie) wird vor allem bei älteren mittelgroßen bis großen Hunden beobachtet und führt zu einer zunehmenden Lahmheit der Vordergliedmaße, die sich unter Belastung verschlechtert.
Bei Toten kann mittels eines Reflexhammers innerhalb der ersten 8 Stunden ein idiomuskulärer Wulst ausgelöst werden.
An den Innen- und Außenseiten des Biceps brachii verlaufen die großen Gefäße des Arms, sodass man sich palpatorisch bei intravenösen oder intraarteriellen Punktionen (auch bei inspektorisch schwierigen Verhältnissen) gut orientieren kann.
Eine neurologisch bedingte Schwäche des Biceps brachii, etwa bei einem Ausfall des Nervus musculocutaneus, stellt eine erhebliche Einschränkung für den Betroffenen dar. Hingegen kann bei einer Radialislähmung der Ausfall des Musculus supinator durch die Aktivität des Biceps brachii weitgehend aufgefangen werden. Hier gilt jedoch zu beachten, dass der Bizeps bei gestrecktem Arm keine Beugung durchführen kann.

## Vergleichende Anatomie
Bei den vierfüßigen Säugetieren besitzt der Muskel nur einen Ursprung am Tuberculum supraglenoidale des Schulterblatts und damit nur einen Kopf, wird aber aus vergleichend-anatomischer Sicht dennoch als zweiköpfig (biceps) bezeichnet.
Bei den vierfüßigen Säugetieren wirkt der Muskel als Strecker des Schultergelenks und kräftiger Beuger des Ellenbogens. Drehbewegungen spielen bei ihnen keine Rolle.